# Hitchcock (singolo)
Hitchcock è un singolo del rapper statunitense Jack Harlow pubblicato il 28 febbraio 2017.

## Tracce
1. Hitchcock – 2:40